# Polia psammochroa
Polia psammochroa là một loài bướm đêm trong họ Noctuidae.